# Р257 (Росія)
Автошлях Р257 або Автомагістраль «Єнісей» — автомобільна дорога федерального значення Красноярськ — Абакан — Кизил — державний кордон з Монголією. Ділянка Абакан — Кизіл відома також під історичною назвою Усинський тракт. Є головною транспортної артерією, яка зв'язує Туву з іншими регіонами Росії. Прямує через Саянські гори. До 31 грудня 2017 року Автомагістраль М54

## Маршрут
Красноярський край
0 км — Красноярськ, М53
35 км — Дивногорськ
162 км — Балахта
243 км — Новоселово
Хакасія
292 км — Первомайське
327 км — Знаменка
390 км — Чорногорськ
408 км — Абакан
Красноярський край
430 км — Мінусінськ
472—476 км — Казанцево -> Шушенське
508 км — Єрмаковське
543 км — Гривор'ївка
676 км — Ардан
715 км — Ідшим: Республіка Тува
778 км — Туран
848 км — Кизил, А162
947 км — Балгасин
1013 км — Самагалтай
1069 км — Ерсин
1111 км — Наган — Толгой
Кордон з Монголією

## Зображення
|  |  |  |